# Тормасовы
Торма́совы — графский и дворянский род.
Павел Тормасов, сын боярский, был приставом у английского посла (1600); Игнатий Тормасов состоял при датском королевиче (1602). Феодор Афанасьевич Тормасов был воеводою на Олонце (1727), брат его, Иван, — воеводой Вологодской провинции (1727).
Тормасов, Александр Петрович (1752—1819) — граф, генерал от кавалерии. В Отечественную войну 1812 года командовал 3-й западной армией на южном фланге, московский градоначальник. Его единственный сын умер бездетным. Брат его, Пётр Петрович (1757—1831), был витебским губернатором и имел лишь одного бездетного сына.
Род Тормасовых пресёкся, и фамилия эта перешла в род Сназиных.

## Описание герба
Щит поделён двумя диагоналями на четыре части. В середине малый щиток: он поделён горизонтально, нижняя часть поделена вертикально. Верхняя часть щитка поделена диагоналями от верхних углов к середине. В образовавшемся треугольнике в голубом поле серебряная рука в серебряных латах держит меч. В образовавшихся других серебряно-голубых полях вертикально в правом серебряная подкова шипами вниз, в левом красная роза на зелёном стебле. В основном гербе в верхней золотой части чёрный двуглавый орел с тремя коронами, на груди в красном поле золотой вензель Императора Александра I. По сторонам щита в пурпуровых полях в правом горизонтально золотая лавровая ветвь, в левом серебряная шпага с золотым эфесом остриём вверх, украшенная алмазом и надписью «За храбрость». Внизу в серебряном поле на зелёном лугу красная крепость с тремя зубчатыми башнями. Перед крепостью несколько чёрных изломанных пушек и накрест полотнищами вниз два знамени.
Щит увенчан графской короной, на ней три шлема: на среднем — графская корона, на ней взлетающий чёрный императорский орёл с тремя коронами с красным щитком, в котором вензель Императора Александра I; на двух крайних шлемах по дворянской короне. Нашлемники: правый — золотой лев с красными глазами и языком, с головою назад держит серебряный меч с золотой рукояткой; левый — такой же лев держит золотую лавровую ветвь. Намёт золотой, подложен голубым и пурпуровым. Щитодержатели: два конногвардейца. Девиз: CONSTANTIA OMNIA VINCIT, золотом по голубому (ПОСТОЯНСТВО ВСЕ ПРЕОДОЛЕВАЕТ)